# 1501 McGill College
Le 1501 avenue McGill College, aussi appelé La Tour McGill, est un gratte-ciel de Montréal, mesurant 158 mètres de haut, il compte 36 étages, ce qui fait de lui le 10e plus haut gratte-ciel de la ville.
Le gratte-ciel a été achevé en 1992, en même temps que le 1000 de La Gauchetière et le 1250 René-Lévesque.
Le 1501, avenue McGill College, porte le nom de son adresse, 1501 avenue McGill College et se situe en face de l'Université McGill. Il est relié au Métro de Montréal par la station McGill.
Le toit de cet édifice est surplombé d'un  pyramidion illumininé de différentes couleurs en fonction du temps de l'année, de certaines fêtes (Saint-Valentin, Saint-Patrick, Fête nationale du Québec, Halloween, temps des fêtes), ainsi que des couleurs des Canadiens de Montréal lorsque l'équipe participe aux séries éliminatoires de la Coupe Stanley.
|  |